# Yach Film 2000
9. Festiwal Polskich Wideoklipów Yach Film 2000 – festiwal odbył się w dniach 8-10 września 2000 roku.

## Grand Prix
Opracowano na podstawie materiału źródłowego.
- Brathanki – „Gdzie ten który powie mi”, realizacja Radosław i Michał Zielińscy
  - Halina Jawor – „Na księżej łące”, realizacja Mariusz Wilczyński
  - Kayah – „Jaka ja Kayah”, realizacja Marcin Ziębiński
  - Myslovitz – „Długość dźwięku samotności”, realizacja Wojtek Biedroń
  - Renata Przemyk – „Zazdrosna”, realizacja Krzysztof Pawłowski
  - Groovekojad – „Funkiusz Budi”, realizacja Tomasz Nalewajek

## Reżyseria
Opracowano na podstawie materiału źródłowego.
- Myslovitz – „Długość dźwięku samotności”, reżyseria Wojtek Biedroń
  - Kazik – „Cztery pokoje”, reżyseria Kazik Staszewski
  - O.N.A. – „Ciągle ty”, reżyseria Krzysztof Pawłowski
  - Anna Maria Jopek i Jeremi Przybora – „Na całej połaci śnieg”, reżyseria Piotr Rzepliński
  - Brathanki – „Gdzie ten który powie mi”, reżyseria Radosław Zieliński

## Scenariusz
Opracowano na podstawie materiału źródłowego.
- Anna Maria Jopek i Jeremi Przybora – „Na całej połaci śnieg”, scenariusz Piotr Rzepliński
  - Novak – „Ja to mam dobre”, scenariusz Kuba Wojewódzki
  - Kazik – „Cztery pokoje”, scenariusz Kazik Staszewski
  - Qligowscy – „Z kopyta kulig rwie”, scenariusz Przemysław Angerman
  - Halina Jawor – „Na księżej łące”, scenariusz Mariusz Wilczyński
  - Brathanki – „Gdzie ten który powie mi”, scenariusz Radosław Zieliński

## Montaż
Opracowano na podstawie materiału źródłowego.
- Groovekojad – „Funkiusz Budi”, montaż Jarosław Barzan
  - Sylwia Wiśniewska – „Cała ty”, montaż Jarosław Barzan
  - Ewa Błaszczyk – „Ja nie odchodzę kiedy trzeba”, montaż Grzegorz Oczko
  - Yattering – „Anal narcotic”, montaż Adam Kuc
  - Anna Maria Jopek i Jeremi Przybora – „Na całej połaci śnieg”, montaż Piotr Rzepliński

## Zdjęcia
Opracowano na podstawie materiału źródłowego.
- Małgorzata Walewska – „Canto d'ucelli”, zdjęcia Paweł Figurski
  - Jakub Żak – „Droga do Abomej”, zdjęcia Paweł Figurski, Zbigniew Rybczyński
  - Anna Maria Jopek i Wojciech Kilar – „Szepty i łzy”, zdjęcia Jarosław Szoda
  - Kayah – „Jaka ja Kayah”, zdjęcia Bartek Prokopowicz
  - De Mono – „Żyj tylko chwilą”, zdjęcia Tomasz Madejski
  - Groovekojad – „Funkiusz Budi”, zdjęcia Tomasz Madejski, Witold Płóciennik

## Plastyczna aranżacja przestrzeni
Opracowano na podstawie materiału źródłowego.
- Budka Suflera – „Bal wszystkich świętych”, aranżacja Robert Tyska i Wojtek Żogała
  - Kasia Rodowicz – „Busola”, aranżacja Tomasz Nalewajek, Robert Tyska, Tomek Niedźwiedź
  - Miłość & Lester Bowie – „Venus in furs”, aranżacja Mateusz Macur
  - De Mono – „Wszystko na sprzedaż”, aranżacja Joanna Podgórska
  - Crew – „Podróże myślą”, aranżacja Tomasz Lewandowski
  - Reni Jusis – „W głowie woda”, aranżacja Tomasz Nalewajek, Robert Tyska, Tomasz Niedźwiedź

## Animacja
Opracowano na podstawie materiału źródłowego.
- Tomasz Stańko – „From the green hill”, animacja Mariusz Wilczyński
  - Aural Planet – „Ubi es”, animacja Dariusz Zwierzyński
  - Brathanki – „Gdzie ten, który powie mi”, animacja Grzegorz Oczko
  - Halina Jawor – „Na księżej łące”, animacja Mariusz Wilczyński, współpraca Anna Matysikówna
  - Medusa – „Dream is real”, animacja Grzegorz Oczko
  - Kury – „Dożynki”, animacja Marcin Czeczótko i Rodryk Walczewski

## Kreacja aktorska wykonawcy utworu muzycznego
Opracowano na podstawie materiału źródłowego.
- Kayah – „Jaka ja Kayah”, kreacja aktorska Kayah
  - Kazik – „Cztery pokoje”, kreacja aktorska Kazik Staszewski
  - Kasia Nosowska – „Ke ske se”, kreacja aktorska Kasia Nosowska
  - Sweet Noise – „Flame of life”, kreacja aktorska Piotr Mohamed
  - Groovekojad – „Funkiusz Budi”, kreacja aktorska Glennskii Meyer
  - Anna Maria Jopek i Wojciech Kilar – „Szepty i łzy”, kreacja aktorska Anna Maria Jopek

## Drewniany Yach (nagroda organizatorów)
- Kayah – „Jaka ja Kayah”, realizacja Marcin Ziębiński